# Шагасова болест
Шагасова болест или америчка трипанозомијаза је тропска паразитска болест чији је узрочник протозоа Trypanosoma cruzi. Најчешће је преносе инсекти познати као тропске стенице. Током инфекције симптоми се мењају. У почетној фази обично нема симптома или су благи, као што су грозница, отечени лимфни чворови, главобоља или локални оток на месту уједа. Након 8–12 седмица неке особе улазе у хроничну фазу болести и у 60–70% случајева никада се не јављају нови симптоми. Код осталих 30 до 40% људи после 10 до 30 година од почетка инфекције долази до даљег развоја симптома. Међу њима се налази повећање срчаних вентрикула које у 20 до 30% случајева доводи до срчане инсуфицијенције. Проширење једњака или проширено дебело црево се јављају код 10% људи.
T. cruzi се обично преноси на људе и друге сисаре путем „тропских стеница” из потфамилије Triatominae које сисају крв . Ови инсекти су познати по више локалних имена, међу којима су: винчука у Аргентини, Боливији, Чилеу и Парагвају, барбеиро ( берберин) у Бразилу, пито у Колумбији, чинче у Централној Америци и чипо у Венецуели. Болест се такође може пренети и путем трансфузије крви, трансплантацијом органа, конзумирањем хране контаминиране паразитима, као и са мајке на фетус. Почетак болести се дијагностикује проналажењем паразита у крви применом микроскопа. Хронични облик болести се дијагностикује проналажењем антитела на T. cruzi у крви.
Најчешће превентивне мере су уклањање тропских стеница и избегавање њиховог уједа. Међу осталим превентивним мерама је скрининг крви која се користи за трансфузију. До 2013. године још увек није направљена вакцина. Почетни облик инфекције се може лечити применом лекова бензнидазол или нифуртимокс. Уколико се са употребом лекова почне у раној фази, резултат лечења је скоро увек успешан, међутим, са одмицањем Шагасове болести њихова ефикасност се смањује. Када се примењују у случајевима хроничног облика болести они могу да одложе или спрече настанак симптома у крајњој фази. Услед примене бензнидазола и нифуртимокса јављају се привремена нежељена дејства код око 40% људи, међу којима су проблеми са кожом, токсикација мозга и иритација дигестивног система.
Процењено је да седам до осам милиона људи, већином у Мексику, Централној Америци и Јужној Америци , има Шагасову болест. То је довело до око 12.500 смртних случајева годишње до 2006. године. Већина људи оболелих од ове болести је сиромашно и многи нису свесни тога да су инфицирани. Услед великих сеоба становништва Шагасова болест се данас јавља у ширем подручју, укључујући многе европске земље и Сједињене Државе. У овим областима се такође уочава пораст до 2014. године. Ову болест је први пут описао Карлос Шагас 1909. године, по коме је и добила име. Она такође напада и више од 150 животиња.